# ابن أبي عون
إبراهيم بن محمد بن أحمد أبي عون بن هلال أبي النجم (توفي 933/4)، المعروف بابن أبي عون، كاتب وشاعر عراقي من الأنبار. كان كاتبًا من حيث المهنة، وكان يُعرف باسم الكاتب البغدادي . كنيته غير مؤكدة.

## حياته
وكان والد ابن أبي عون وجده وجد جده (محمد وأحمد وهلال) كلهم شعراء. كان والده، الذي كان يعمل حاجبًا لمحمد بن عبد الله بن طاهر وواليًا على واسط (866)، يوجه قصائده إلى ابن الرومي. وكان ابن أبي عون صديقًا للوزيرين حامد بن العباس وابن الفرات. ترقى حتى أصبح صاحب الشرطة. وبحسب الفهرست والفرق ، فقد أصبح تلميذًا للهرطوقي الشلمغاني، الذي ادعى أنه الله متجسد. وعندما أمره الخليفة الراضي بضرب الشلمغاني، قام بدلًا من ذلك بتقبيل لحيته وأعلنه إلهه. ونتيجة لذلك، أُعدِم في عام 322 هـ (933-934 م). نظرًا لعدم وجود أي إشارة إلى الهرطقة في كتاباته، فمن المحتمل أنه كان ضحية لمكائد سياسية.

## أعماله
ابن أبي عون هو مؤلف ستة أو سبعة مصنفات معروفة. ثلاثة ضائعون:
- كتاب الدواوين [2]
- كتاب الرسائل [2]
- كتاب بيت مال السرور [2]

أربعة موجودة:
- كتاب التشبيهات[2]
- لب الأدب في رد جواب ذو الألباب،[2] مختارات من 1394 مقولات حسنة ، تنتمي إلى النوع الأدبي[4]
- كتاب الجوابات المسكيتة، مدرج في المختارات ولكن من المحتمل أن يكون عنوانًا بديلًا لكتاب اللب[2][4]
- كتاب نواحى البلدان[2]

## الملاحظات
1. 1 2  ملف استنادي دولي افتراضي (باللغات المتعددة), دبلن: مركز المكتبة الرقمية على الإنترنت, OCLC:609410106, QID:Q54919
2. 1 2 3 4 5 6 7 8 9 10 11  Khān 1971.
3. 1 2  Pellat 1993.
4. 1 2  Carter 1990.

## الفهرس
*Carter، M. G. (1990). "Review of Yousef 1988". Middle East Studies Association Bulletin. ج. 24 ع. 2: 253–254. DOI:10.1017/s0026318400023580.
- Khān، M. A. Muʿīd (1939). A Critical Edition, with Notes and Indices, of the Kitāb al Tashbīhāt of Ibn Abī ʿAun (PhD dissertation). University of Cambridge.
- Khān، M. A. Muʿīd، المحرر (1950). Kitāb al Tashbīhāt of Ibn Abī ʿAun: The Book of Similes. سلسلة جب التذكارية. Luzac.
- Khān, M. A. Muʿīd (1971). "Ibn Abī ʿAwn". In Lewis, B.; Ménage, V. L.; Pellat, Ch.; Schacht, J. (eds.). The Encyclopaedia of Islam, New Edition, Volume III: H–Iram (بالإنجليزية). Leiden: E. J. Brill. ISBN:90-04-08118-6.
- Pellat, Charles (1993). "Muḥammad b. ʿAlī al-Shalmaghānī". In Bosworth, C. E.; van Donzel, E.; Heinrichs, W. P.; Pellat, Ch. (eds.). The Encyclopaedia of Islam, New Edition, Volume VII: Mif–Naz (بالإنجليزية). Leiden: E. J. Brill. ISBN:90-04-09419-9.
- Yousef، May A.، المحرر (1988). Das Buch der schlagfertigen Antworten von Ibn Abi 'Awn: Ein Werk der klassisch-arabischen Adab-Literatur. Einleitung, Edition und Quellenanalyse. Islamkundliche Untersuchungen, Vol. 125. Klaus Schwarz Verlag. DOI:10.1515/9783112400838.